# جولیانا لیما
جولیانا لیما (انگلیسی: Juliana Lima؛ زادهٔ ۱۵ مارس ۱۹۸۲) ورزشکار هنرهای رزمی ترکیبی اهل برزیل است. وی از سال ۲۰۱۰ میلادی تاکنون مشغول فعالیت بوده‌است.